# Алби (Сибињ)
Алби (рум. Albi) насеље је у Румунији у округу Сибињ у општини Слимник. Oпштина се налази на надморској висини од 480 m.

## Становништво
Према подацима из 2002. године у насељу је живело 2 становника.